# 雅各巴虫目
雅各巴虫目（学名：Jakobida）是雅各巴虫纲下的一个目。

## 下属分类
本目包括以下科：
- Andaluciidae
- Histionidae
- 雅各巴虫科 Jakobidae